# Cassa (Ainaro)
Cassa (Kassa, Kasa) ist ein osttimoresischer Suco im Verwaltungsamt Ainaro (Gemeinde Ainaro).

## Geographie

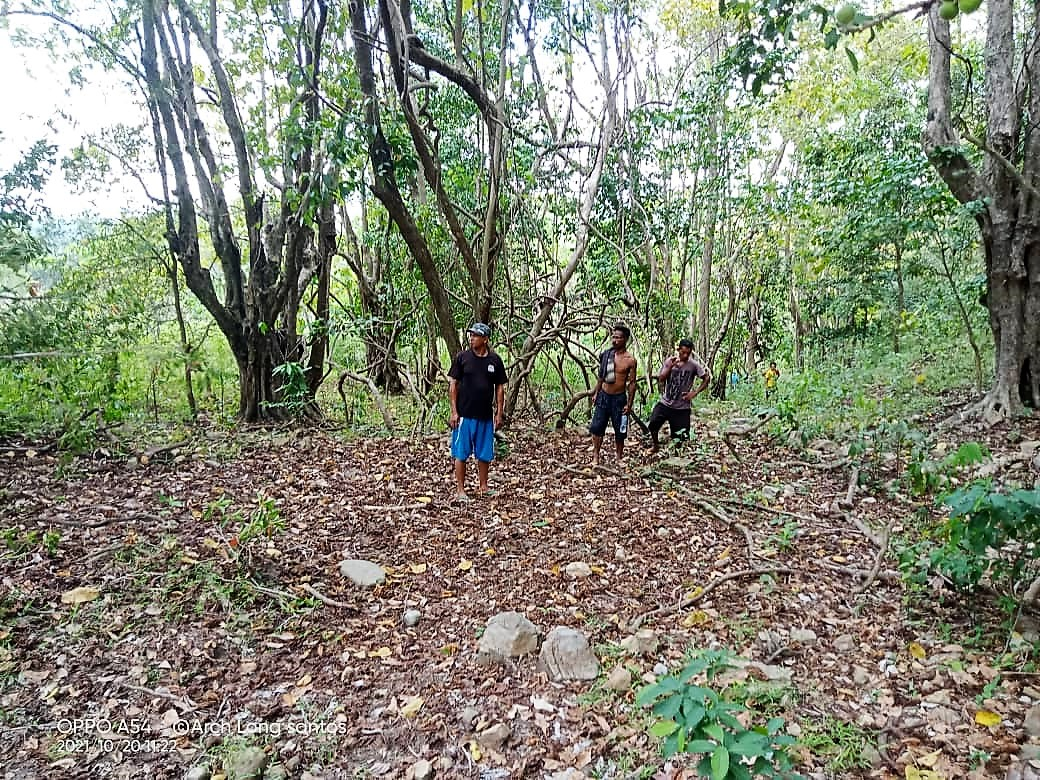
Beim Dorf Unil, Aldeia Civil (2021)

Cassa liegt im Süden des Verwaltungsamts Ainaro. Im Norden befinden sich die Sucos Mau-Nuno und, jenseits des Flusses Sarai, Ainaro. Der Sarai bildet mit dem von Norden kommenden Maumall den Buronuno, der im Nordosten den Grenzfluss zum Suco Suro-Craic bildet. Der Buronuno fließt schließlich in den Belulik, an dessen Ostufer der Suco Leolima (Verwaltungsamt Hato-Udo) liegt. Der Westgrenze entlang fließt der Mola und trennt Cassa vom Verwaltungsamt Zumalai (Gemeinde Cova Lima), mit seinen Sucos Ucecai, Lour und Raimea.
Der Suco hat eine Fläche von 70,42 km². Er teilt sich in die fünf Aldeias Boltama (Betama), Civil, Lailima, Mau-Suca Bemoris und Queça-Mau (Quessa-Mau, Qusa Mau).
Im Ort Cassa am Belulik im Südosten des Sucos treffen drei überregionale Straßen aufeinander. Vom Westen her aus Zumalai, vom Osten aus Hato-Udo und vom Norden aus eine Straße, die über Ainaro und Aileu zur Landeshauptstadt Dili (Luftlinie etwa 70 km) führt. Eine Brücke führt hier über den Fluss Belulik. Der Ortsteil im Norden heißt Pebago. Im Süden schließt sich an Cassa die Siedlung Maununo an. Westlich liegt das Dorf Munoboi und die Weiler Unil und Maudole, südlich das Dorf Luan Cadoi und nördlich die Dörfer Civil (Sivil) und Lias. Weitere Dörfer am Buronuno sind Betama und Faulata. Im äußersten Nordwesten liegt der Weiler Sivir.
Im Ort Cassa befinden sich zwei Grundschulen, ein Hospital und der Sitz des Sucos. Weitere Grundschulen stehen in Luan Cadoi, Lias und Faulata.

## Einwohner
Im Suco leben 3.214 Menschen (2022), davon sind 1.597 Männer und 1.617 Frauen. Im Suco gibt es 553 Haushalte. Cassa ist das Zentrum der Nationalsprache Bunak in der Gemeinde Ainaro. Knapp 55 % der Einwohner geben Bunak als ihre Muttersprache an. 40 % sprechen Tetum Prasa, mehr als 5 % Mambai.
Die Bunak in Civil und Lailima wurden erst in der indonesischen Besatzungszeit aus der Region um Zumalai hierher umgesiedelt. Die Bewohner der vier Dörfer sprechen den Nordostdialekt, mit den für Zumalai typischen Variationen.
In Faulata gibt es eine protestantische Minderheit.

## Geschichte
Im November 1984 griffen FALINTIL-Kämpfer den Ort Cassa an, brannten einige Häuser nieder und töteten die beiden Datos (timoresische Adelige) Maukoli und Adolfo. Sie galten als Anhänger der pro-indonesischen Partei APODETI.
1999 hatte die pro-indonesische Miliz Mahidi ihre Basis in Cassa. Von hier stammte ihr Anführer Câncio Lopes de Carvalho, ein Sohn des Liurais von Cassa, Mateus Lopes de Carvalho. Mehrere Unterstützer der Unabhängigkeitsbewegung wurden in Cassa während der Operation Donner von der Mahidi ermordet.
Bei Zusammenstößen zwischen den Kampfsportgruppen PSHT und KORKA in Lias im April 2011 wurden 22 Häuser unbeteiligter Einwohnern zerstört. Vier Personen wurden verletzt.

## Politik
Bei den Wahlen von 2004/2005 wurde Aleixo de Carvalho Bianco zum Chefe de Suco gewählt und 2009 in seinem Amt bestätigt. Bei den 2016 gewann Longinos de Araujo.
Chefe de Aldeia von Lailima ist Albino de Eraujo Bianco.